# Saint-Jean-du-Bouzet
Saint-Jean-du-Bouzet là một xã ở tỉnh Tarn-et-Garonne trong vùng Tarn-et-Garonne, Pháp.